# Sylvain Curinier
Sylvain Curinier (n. 15 martie 1969, Lons-le-Saunier, Franche-Comté⁠(d), Franța) este un caiacist ce a reprezentat Franța, medaliat olimpic. A participat la o ediție a Jocurilor Olimpice (1992) în care a câștigat o medalie de argint.

## Participări
Lista de mai jos prezintă principalele competiții la care a participat Sylvain Curinier de-a lungul carierei.
- canoeing at the 1992 Summer Olympics – men's slalom K-1[*]